# 8월 20일
8월 20일은 그레고리력으로 232번째(윤년일 경우 233번째) 날에 해당한다.

## 사건
- 660년 - 백제의 황산벌에서 백제군과 신라군 사이에 황산벌 전투가 발발하다.
- 1904년 - 친일파 송병준, 윤시병 등, 친일단체인 유신회를 일진회로 개칭.
- 1945년 - 제2차 세계 대전: 소련군, 원산 상륙.
- 1949년 - 니카라과, 대한민국 승인.
- 1953년 - 소련, 수소폭탄 첫 실험 성공
- 1968년 - 소련군 등 바르샤바 조약 기구 5개국 군대, 체코슬로바키아 침공.
- 1971년 - 남북적십자 대표, 분단후 판문점에서 회의.
- 1977년 - 미국의 태양계 탐사선 보이저 2호가 발사되다.
- 1988년 - 이란-이라크 전쟁, 정전협정 발효.
- 1991년 - 에스토니아가 독립했다.
- 1996년 - 대한민국 교육개혁위원회, 제3차 교육개혁방안 발표.
- 2002년 - 대한민국 군의문사진상규명위원회, 1984년 군복무중 의문사한 허원근 일병 사건 진상 발표. 당시 의문사진상규명위원회에서는 고 허원근 일병의 사인이 자살이 아닌, 타살이라고 발표하였다.
- 2007년
  - 한나라당이 이명박을 한나라당 17대 대통령 선거의 후보로 선출했다.
  - 대통합민주신당이 열린우리당을 흡수 합당하다. 이로써 원내 제1당에 등극하다.
- 2015년
  - 필리핀 마닐라에서 한국인 60대 부부가 총격을 맞고 사망하였다.
  - 한명숙 전 국무총리가 대법원에서 징역 2년과 추징금 8억 8천만원이 확정되어, 실형선고와 함께 국회의원직을 잃었고, 법정구속하게 되었다.
  - 조선민주주의인민공화국이 서부전선에서 14.5mm 고사포와 76.2mm 평사포로 포격 도발을 감행하였다.

## 문화
- 1901년 - 경부선 기공식 영등포에서 열림.
- 1927년 - 조선 철도, 함경선의 고무산(古茂山)-신참(新站)간 개통.
- 1937년 - 친일여성단체 애국금차회 결성, 금비녀 헌납 운동 시작.
- 1963년 - 대한민국, 서울교외선 개통.
- 1968년 - 종로도서관, 사직공원으로 이전하여 재개관.
- 1977년 - 대한민국, 최초의 원자력 발전소 고리 1호기 송전 시작.
- 1993년 - 대한민국에서 1994학년도 제1차 대학수학능력시험 시행
- 1993년 - 대한민국 정부, 경부고속철도 차종을 프랑스 알스톰 사의 TGV로 결정.
- 2000년 - 조선민주주의인민공화국 조선국립교향악단 첫 서울 공연.

## 탄생
- 1378년 - 조선 초기의 문신, 도학자, 경세가, 문장가, 천문학자 박연. (~1458년)
- 1779년 - 스웨덴의 화학자 옌스 야코브 베르셀리우스. (~1848년)
- 1833년 - 미국의 고위정치인 벤저민 해리슨. (~1901년)
- 1836년 - 조선의 문신 민규호. (~1878년)
- 1859년 - 중국의 고위정치인 위안스카이. (~1916년)
- 1878년 - 체코의 작가 야쿠프 데믈. (~1961년)
- 1886년 - 미국의 철학자 폴 틸리히. (~1965년)
- 1889년 - 대한민국의 군인 이대영. (~1976년)
- 1890년 - 미국의 호러, 판타지, 공상과학 소설가 H. P. 러브크래프트. (~1937년)
- 1894년 - 대한제국 순종의 두 번째 황후 순정효황후. (~1966년)
- 1903년 - 중화민국의 장군 장링푸. (~1947년)
- 1905년 - 일본의 영화 감독 나루세 미키오. (~1969년)
- 1910년 - 일제 강점기와 대한민국의 관료 김성환. (~1989년)
- 1915년 - 대한제국의 왕자 이우. (~1916년)
- 1920년 - 대한민국의 독립운동가, 경찰관 차일혁. (~1958년)
- 1925년 - 대한민국의 배우 황정순. (~2014년)
- 1928년 - 대한민국의 고위정치인 김수한. (~2024년)
- 1933년 - 미국의 배우 테드 도널드슨. (~2023년)
- 1935년
  - 대한민국의 정치인 최규환. (~2015년)
  - 미국의 정치인 론 폴.
- 1936년 - 대한민국의 국회의원 강인섭. (~2016년)
- 1937년
  - 대한민국의 생물학자 박상대. (~2024년)
  - 러시아의 영화감독 안드레이 콘찰롭스키.
  - 스코틀랜드의 싱어송라이터 로니 브라운.
- 1939년 - 대한민국의 군인, 정치인 서정화. (~2021년)
- 1940년 - 대한민국의 정치인 김철호.
- 1941년
  - 대한민국의 기업인 정승환. (~2025년)
  - 세르비아의 정치인 슬로보단 밀로셰비치. (~2006년)
- 1942년
  - 대한민국의 소설가 조세희. (~2022년)
  - 미국의 음악가·배우 아이작 헤이스. (~2008년)
- 1943년 - 대한민국의 스포츠인 김주훈. (~2021년)
- 1948년 - 영국의 가수, 작곡가 로버트 플랜트.
- 1950년 - 대한민국의 축구 선수 최추경. (~2007년)
- 1951년
  - 대한민국의 전 배우 한혜숙.
  - 대한민국의 전 경남기업 회장, 전 국회의원, 기업인 성완종. (~2015년)
  - 이집트의 제5대 대통령, 정치인 무함마드 무르시. (~2019년)
- 1955년 - 대한민국의 성우 신성호.
- 1956년 - 미국의 배우 조앤 앨런.
- 1957년
  - 대한민국의 영화 감독 이명세.
  - 스웨덴의 배우 마뤼 스테빈.
- 1958년
  - 대한민국의 가수 남궁옥분.
  - 미국의 영화감독 데이비드 O. 러셀.
- 1959년 - 대한민국의 배우 김학철.
- 1961년 - 오스트레일리아의 소설 작가 그레그 이건.
- 1964년
  - 미국의 전 프로레슬링 선수 토리.
  - 이탈리아의 전 축구 선수 주세페 잔니니.
- 1965년
  - 대한민국의 작곡가 유정연.
  - 미국의 Boogie Down Productions의 멤버 KRS-One.
- 1966년 - 미국의 작곡가 겸 기타리스트 다임백 대럴.
- 1968년
  - 중국의 방송인, 작가 바이옌쑹.
  - 일본의 성우 시라토리 유리.
- 1969년 - 대한민국의 목사이며 신학교수 신원균.
- 1970년 - 비즈킷의 보컬리스트 프레드 더스트.
- 1971년 - 미국의 배우 키 호이 콴.
- 1972년
  - 대한민국의 방송인 정소림.
  - 대한민국의 권투 선수 최용수.
- 1974년 - 미국의 배우 에이미 아담스.
- 1975년 - 대한민국의 축구 해설자 서형욱.
- 1976년 - 대한민국의 배우 곽자형.
- 1977년 - 대한민국의 배우 황금희.
- 1978년
  - 대한민국의 아나운서 박혜진.
  - 미국의 배우 노아 빈.
- 1979년
  - 대한민국의 래퍼 하하.
  - 대한민국의 성우 김현심.
  - 대한민국의 야구 선수 김수경.
  - 잉글랜드의 싱어송라이터 제이미 컬럼.
- 1981년
  - 대한민국의 앵커 최국화.
  - 대한민국의 배우 최호중.
- 1982년 - 쿠바의 레슬링 선수 미하인 로페스.
- 1983년
  - 미국의 배우 앤드류 가필드.
  - 대한민국의 야구 선수 김경선.
  - 러시아의 축구 선수 유리 지르코프.
  - 대한민국의 성우 김소희.
- 1984년
  - 프랑스의 축구 선수 로라 조르주.
  - 일본의 배우 모리야마 미라이.
- 1985년
  - 대한민국의 야구 선수 김용의 (LG 트윈스).
  - 대한민국의 아나운서 김초롱.
  - 스페인의 축구 선수 알바로 네그레도.
  - 미국의 록 음악가 마이클 슈먼.
- 1986년
  - 대한민국의 모델 김성희.
  - 대한민국의 전(前) 태권도 선수 임수정.
- 1987년 - 피지의 축구 선수 로이 크리슈나.
- 1988년 - 미국의 배우 니키 수후.
- 1991년
  - 대한민국의 배우 한은성.
  - 대한민국의 미스코리아 한호정.
- 1992년
  - 미국의 가수, 배우 데미 로바토.
  - 대한민국의 리그 오브 레전드 프로게이머 윙드.
  - 일본의 가수 시라이시 마이.
  - 대한민국의 전 야구 선수 윤형국.
- 1993년
  - 대한민국의 치어리더 이주희.
  - 일본의 아이돌 아키모토 마나츠. (노기자카46)
- 1994년 - 대한민국의 전 가수 이가은 (애프터스쿨).
- 1995년
  - 대한민국의 영화감독 이주미.
  - 대한민국의 바둑 기사 김창훈.
- 1997년 - 일본의 리듬체조 선수 미나가와 가호.
- 1998년
  - 대한민국의 야구 선수 이정후 (키움 히어로즈).
  - 대한민국의 농구 선수 나윤정.
- 1999년
  - 대한민국의 야구 선수 박성웅.
  - 잉글랜드의 축구 선수 조 윌록.
- 2000년 - 일본의 가수 나카노 이쿠미.
- 2002년 - 대한민국의 배우 홍하나임.
- 2003년
  - 벨기에의 왕자 벨기에 왕자 가브리엘.
  - 엘살바도르의 축구 선수 아롤드 오소리오.
- 2004년 - 대한민국의 배우 김태원, 김태용.

## 사망
- 660년 - 백제의 장군 계백. (?~)
- 984년 - 제136대의 교황 교황 요한 14세. (?~)
- 1572년 - 스페인의 정복자, 초대 필리핀 총독 미겔 로페스 데 레가스피. (1502년~)
- 1823년 - 제251대 로마의 교황 교황 비오 7세. (1740년~)
- 1854년 - 독일의 철학자 프리드리히 빌헬름 요제프 셸링. (1775년~)
- 1914년 - 제257대 로마의 교황 교황 비오 10세. (1835년~)
- 2001년
  - 영국의 천문학자, 이론물리학자 프레드 호일. (1915년~)
  - 미국의 배우 킴 스탠리. (1925년~)
- 2013년 - 미국의 소설가 엘모어 레너드. (1925년~)
- 2017년 - 미국의 영화배우 제리 루이스. (1926년~)
- 2022년 - 러시아의 언론인 겸 정치활동가 다리야 두기나. (1992년~)
- 2024년
  - 일본의 정치인 미조구치 젠비. (1946년~)
  - 대한민국의 교수 임청. (1957년~)
  - 미국의 농구인 앨 애틀리스. (1936년~)
  - 일본의 성우 타나카 아츠코. (1962년~)

## 기념일
- 세계 모기의 날(World Mosquito Day)
- 건국기념일(Saint Stephen's Day): 헝가리
- 독립기념일: 에스토니아가 1991년 소련으로부터의 독립을 재천명한 날. 원래의 독립기념일은 러시아 제국으로부터 독립한 1918년 2월 24일.
- 식민통치 궐기기념일: 모로코

## 같이 보기
- 전날: 8월 19일 다음날: 8월 21일 - 전달: 7월 20일 다음달: 9월 20일
- 음력: 8월 20일
- 모두 보기